# Monster Hunter: World
Monster Hunter: World (モンスターハンター：ワールド, Monsutā Hantā: Wārudo) est un jeu vidéo d'action-RPG développé et édité par Capcom, sorti en janvier 2018 sur PlayStation 4 et Xbox One et sorti le 9 août 2018 sur Microsoft Windows. Il fait partie de la série Monster Hunter.

## Trame
Cela fait maintenant quatre expéditions que mène la Commission des Chasseurs, envoyant navires et hommes vers le Nouveau Monde afin de suivre un phénomène encore incompris : la Traversée des Anciens. Tous les dix ans, les plus puissants monstres du monde connu, dont le colossal Zorah Magdaros, traversent l'océan pour rallier les terres sauvages et inexplorées du Nouveau Monde. Afin de comprendre ce phénomène et ses impacts écologiques, le joueur est envoyé avec le reste de la Cinquième flotte pour prêter main-forte aux courageux explorateurs des quatre expéditions précédentes et comprendre le mystère que cache la migration cyclique de ces créatures.

## Système de jeu
Monster Hunter: World est un action-RPG.  Le jeu reprend le principe de jeu de base des précédents épisodes de la série Monster Hunter, tout en ajoutant de nouvelles mécaniques de jeu comme les navicioles ou les contrats, aussi nommées investigations, et des améliorations de confort de jeu comme les descriptions des différents talents qui permettent d'augmenter les statistiques du joueur. Le but est de chasser des monstres, seul ou en coopération jusqu'à 4 joueurs.  
Le jeu prend place dans plusieurs cartes différentes. Il existe un hub central d'où le joueur peut accéder à différentes options : modifications d'équipements, accès aux bonus en ligne, mini-jeux ou encore choix des missions. Les autres cartes, plus petites, sont toutes en « monde ouvert » et accueillent chacune plusieurs monstres. Elles présentent aussi un cycle jour/nuit,,. Cet aspect anodin a néanmoins un rôle déterminant sur le comportement ou l'apparition des monstres. En outre, les monstres disposent de nombreux avantages face aux joueurs. En effet, les monstres peuvent repérer les joueurs par le son ou l'odeur qu'ils produisent.
Le joueur peut s'aider de l'environnement afin de neutraliser les monstres en provoquant la chute de pierres, d'arbres et d'eau ou encore en utilisant le poison recueilli dans l'éco-système local. 
En multijoueur, les joueurs peuvent interagir entre eux par le biais d'un chat vocal, afin de favoriser les chasses en groupe, et d'émotes qui animent les échanges. Les joueurs peuvent aussi constituer une communauté, ou clan, jusqu'à 50 membres afin de profiter d'un hub privé.

## Développement
Monster Hunter: World est développé par le studio japonais de développement Capcom. L'équipe de développement est celle à l'origine des jeux de la série Monster Hunter sur consoles de salon : Monster Hunter (2005), Monster Hunter 2 (2006), Monster Hunter Tri (2009) et Monster Hunter 4 (2011). Pour cela, Capcom considère Monster Hunter World comme le 5e épisode de la série.
Le jeu est pensé pour atteindre tant le public japonais que le public occidental. Le multijoueur dispose de serveurs communs pour les joueurs européens et japonais.

### Promotion
En juin 2017, Monster Hunter World est annoncé officiellement à la presse durant la conférence de Sony lors de l'E3 2017. À l'occasion, un trailer est dévoilé et Capcom considère le jeu comme « le plus massif de toute la saga en matière de contenu »,. Mais la bande-annonce, présentant de nouvelles phases de gameplay axé sur l'action, suscite des interrogations du côté des habitués japonais. En effet, certains joueurs redoutent alors que Capcom favorise le marché occidental en supprimant des aspects propre à la série. Néanmoins, le directeur exécutif Kaname Fujioka et le producteur Ryozo Tsujimoto profiteront d'une interview donnée à IGN pour clarifier leur idée au sujet des changements de gameplay, lesquelles reflètent la volonté des développeurs d'améliorer l'expérience des joueurs dans un jeu en monde ouvert . Par la suite, en août 2017, le jeu est jouable lors de la gamescom,. En septembre 2017, le jeu est présenté par Sony durant le Tokyo Game Show et sa date de sortie est fixée au 26 janvier 2018 en simultané dans le monde entier, tandis qu'une édition collector est aussi annoncée,. En octobre 2017, Monster Hunter World est jouable durant le Paris Games Week.
Fin 2017, dans un nouveau contexte où les jeux AAA se détournent de plus en plus vers le modèle économique de la loot box, Ryozo Tsujimoto déclare à la presse que son jeu est incompatible avec cette tendance. Il estime que le gameplay de la série est déjà construit sur un système de récompense aléatoire, et considère que le joueur ne peut savoir ce qu'il obtiendra comme loot sur les monstres,.

### Doublage
Pour la première fois depuis la création de la série en 2004, Monster Hunter: World profite d'un doublage intégral français. Par ailleurs, le jeu bénéficié également d'une première édition dans d'autres langues telles que l'anglais, l'allemand, l'italien et l'espagnol.
Du côté de la version française du jeu, la distributiong est la suivante :
- Marie Nonnenmacher : l'Assistante
- Antoine Tome : le Commandant
- Benoît DuPac : membre de la classe A
- Sylvain Lemarié : l'Amiral
- Gilbert Levy : le Chef Botaniste
- Guillaume Orsat : le Voyageur
- Stéphane Ronchewski : l'Analyste en Chef
- Gérard Surugue : le Maître Pêcheur
- Franck Lorrain
- Brigitte Bergès
- Philippe Catoire
- Nathalie Homs
- Julie Jacovella
- Caroline Mozzone
- Mathieu Rivolier

## Accueil

### Critiques
Monster Hunter: World est très bien accueilli par la presse spécialisée. En effet, les sites d'agrégateurs de notes tels que Metacritic et Gamerankings recensent des moyennes proches de 90 %, toutes versions confondues, en se basant sur les avis de plusieurs journalistes de magazines et sites web différents (cf. tableau, à droite). 
Cependant quelques joueurs quittent le jeu en se plaignant généralement d'un bestiaire trop petit (30 grands monstres à la sortie contre par exemple 93 pour Monster Hunter Generations Ultimate et 96 pour Monster Hunter 4 Ultimate, qui d'ailleurs, ironiquement, fut critiqué trop grand rendant le jeu trop long à finir) et d'un end-game trop répétitif (affronter encore et encore les mêmes monstres dans l'espoir de trouver un joyau qui améliorera un petit peu notre équipement et guère plus) et qui ne considèrent pas les mise à jours gratuites et régulières suffisantes. 

### Ventes
Monster Hunter: World réalise le meilleur démarrage de sa licence. En effet, lors de sa première semaine de commercialisation au Royaume-Uni, Monster Hunter: World termine à la première place du classement hebdomadaire des jeux les plus vendus. Par ailleurs, en trois jours de commercialisation, le jeu s'écoule au moins à 5 millions d'exemplaires à travers le monde (en combinant les ventes physiques et dématérialisés).
Avec 6 millions d'exemplaires distribués en deux semaines, il s'agit du jeu vidéo Capcom à atteindre le plus rapidement ce total.
En janvier 2018, le jeu dépasse la barre des 7,5 millions de copies vendues dans le monde sur PlayStation 4 et Xbox One et devient le titre le plus vendu du studio nippon depuis sa création en 1983,, devant Resident Evil 5 (7,3 millions, sans sa réédition Gold Edition). En mai 2018, le jeu s'est vendu à 8 millions d'exemplaires.
Fin août 2018, le jeu atteint la barre des 10 millions d'unités vendues, notamment grâce à la sortie du jeu sur PC. En outre, quelques heures après son lancement sur Steam, le pic d'utilisateurs connectés en simultanés a atteint près de 330 000 joueurs, prouvant un excellent démarrage du jeu.
En octobre 2020, Capcom annonce que le jeu s'est écoulé à plus de 16 millions d'unités.

## Extension Iceborne
Le 10 décembre 2018, une extension nommée "Iceborne" est annoncée pour l'automne 2019. Cette extension proposera une nouvelle histoire se déroulant après celle du jeu de base et prendra place sur une île voisine du Nouveaux Monde, couverte de glace. De nouveaux environnements et nouvelles quêtes seront disponibles ainsi que de nouveaux monstres (dont le Nargacuga selon certaines rumeurs).
Le 10 mai 2019, un second trailer du jeu nous présente sa nouvelle map, présente sur une île bien à part : Le Givre Éternel, une map de glace qui accueille 3 nouvelles espèces.
Le Nargacuga fait son retour en tant que prédateur alpha de la Forêt Ancienne, qui semble être présent en tant qu'espèce invasive et qui occupera probablement le centre d'une intrigue parallèle, et un autre retour est aussi teasé avec la date de sortie de l'extension : 6 septembre 2019 (en effet, le rugissement du Tigrex est audible lorsque la date s'affiche à l'écran). En tout, 16 monstres, anciens comme nouveaux seront présents selon certaines rumeurs. Finalement, un nouveau trailer montre bien le retour du Tigrex également, sur l’île du Nouveau Monde comme le Nargacuga, ainsi que la révélation d'une sous-espèce de Legiana et de la présence du Glavenus à la fin (la dernière cinématique montrant une wyverns devant le joueur qui se retourne et fait face au Glavenus).
La nouvelle map en question est annoncé comme étant la plus grande du jeu, dont les zones se débloques petit à petit au cours de l'aventure comme les autres maps, et qui pourrait être l’île tout entière. Étant donné que l'histoire du DLC se situe après la trame principale du jeu de base, il est obligatoire d'avoir finit cette dernière pour débloquer celle du DLC.